# Луђе од луђег
„Луђе од луђег” је југословенски кратки ТВ хумористички филм из 2000. године. Режирао га је Милан Кнежевић који је написао и сценарио по делу Борислава Пекића.

## Улоге
| Глумац           | Улога                                              |
| ---------------- | -------------------------------------------------- |
| Тихомир Станић   | Борислав Пекић                                     |
| Никола Симић     | Господин Џоунс                                     |
| Радмила Живковић | Живка                                              |
| Мирјана Бобић    | Југослава, репортер (као Мирјана Бобић-Мојсиловић) |